# تولوویتسا
تولوویتسا (به بلغاری: Tolovitsa) یک منطقهٔ مسکونی در بلغارستان است که در استان ویدین واقع شده‌است.
 تولوویتسا  ۶۵ نفر جمعیت دارد و ۲۸۹ متر بالاتر از سطح دریا واقع شده‌است.